# Landgericht Stralsund

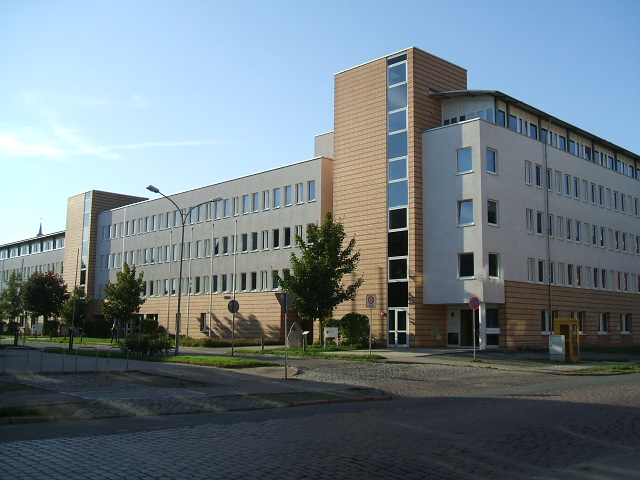
Dienstgebäude am Frankendamm (2006)

Das Landgericht Stralsund ist ein Gericht der ordentlichen Gerichtsbarkeit des Landes Mecklenburg-Vorpommern und eines von vier Landgerichten im Bezirk des Oberlandesgerichts Rostock.

## Gerichtssitz und -bezirk
Sitz des Gerichts ist Stralsund.
Der Gerichtsbezirk umfasst die Amtsgerichtsbezirke der zugehörigen Amtsgerichte Greifswald und Stralsund.
| Gerichtsbezirk         | Fläche       | Einwohnerzahl |
| ---------------------- | ------------ | ------------- |
| Amtsgericht Greifswald | 2.106,03 km2 | 152.585       |
| Amtsgericht Stralsund  | 3.207,11 km2 | 223.360       |
| Landgericht Stralsund  | 5.313,14 km2 | 375.945       |

In Baulandsachen wurde dem Landgericht Stralsund auch die Zuständigkeit für den Bezirk des Landgerichts Rostock übertragen.
Außerdem ist das Landgericht Stralsund für den gesamten Bezirk des Oberlandesgerichts Rostock ausschließlich zuständig für die Küstengewässer in Straf- und Zivilsachen, wenn die sachliche Zuständigkeit der Landgerichte gegeben ist.

## Gebäude
Das Gericht befindet sich am Frankendamm 17.

## Über- und nachgeordnete Gerichte
Dem Landgericht Stralsund sind das Oberlandesgericht Rostock und der Bundesgerichtshof (BGH) übergeordnet. Nachgeordnet sind die Amtsgerichte Greifswald und Stralsund.

## Staatsanwaltschaft
Die beim Landgericht Stralsund eingerichtete Staatsanwaltschaft Stralsund ist für den gesamten Landgerichtsbezirk zuständig, der die Amtsgerichte in Stralsund, einschließlich der Zweigstelle Bergen und Greifswald umfasst. Untergebracht ist sie ebenfalls unter der Adresse Frankendamm 17.
Die Staatsanwaltschaft Stralsund gliedert sich in fünf Abteilungen, die von den jeweiligen Oberstaatsanwälten geführt werden. In den Spezialdezernaten werden Straftaten verfolgt, deren Bearbeitung eine besondere Sachkenntnis verlangt, wie beispielsweise bei Kapitalstrafsachen, Brandsachen, Straftaten aus dem Bereich der häuslichen Gewalt, Straftaten gegen die sexuelle Selbstbestimmung, Wirtschafts-, Umwelt-, Betäubungsmittelstrafsachen oder Staatsschutzdelikte.